# Dioscorea racemosa
Dioscorea racemosa là một loài thực vật có hoa trong họ Dioscoreaceae. Loài này được (Klotzsch) Uline mô tả khoa học đầu tiên năm 1896.